# Scopimera gordonae
Scopimera gordonae is een krabbensoort uit de familie van de Dotillidae. De wetenschappelijke naam van de soort is voor het eerst geldig gepubliceerd in 1981 door Serène & Moosa.